# Сутчево
Су́тчево (рос. Сутчево, чув. Кукашни) — присілок у складі Маріїнсько-Посадського району Чувашії, Росія. Адміністративний центр Сутчевського сільського поселення.
Населення — 477 осіб (2010; 482 у 2002).
Національний склад:
- чуваші — 94 %